# 高志明
高志明（1949年—），生於台灣，臺灣企業家，台灣大學生物環境系統工程學系畢業，曾任台灣英文新聞發行人、中華民國永續生態旅遊協會理事長、中華民國總統府國策顧問，其父為前義美食品公司董事長高騰蛟。現任義美食品總經理。